# Никольский, Александр Александрович (авиаконструктор)
Александр Александрович Никольский (также известен как англ. Alexander Nikolsky; 23 октября 1902, Курск, Российская империя — 15 февраля 1963, Принстон, США) — русский и американский учёный, конструктор в области вертолетостроения, крупнейший специалист в области винтокрылых аппаратов, основоположник высшего вертолётного образования в США, профессор Принстонского университета.

## Биография
Происходил из потомственной дворянской семьи. Отец — Александр Модестович Никольский, мать — Елизавета Плетнева. Учился в Морском кадетском корпусе в Санкт-Петербурге. После Октябрьской революции воевал в составе Колчаковской армии на кораблях Сибирской флотилии и в войсках сухопутной артиллерии. В 1920 году на захваченном во Владивостоке корабле добрался до берегов Японии, затем через Каир эмигрировал в Париж.
В Париже при финансовом содействии русских эмигрантских организаций Никольский поступил в Парижский университет (Сорбонну) и в 1924 году получил диплом по математике, через 2 года — по физической механике. Впоследствии он также сдал экзамены по специальности инженера-механика и инженера-электрика. Решив переехать в Америку, где он видел больше возможностей для своей профессиональной реализации, он не стал дожидаться оформления документов, а, устроившись на корабль матросом, в 1928 году прибыл в Филадельфию. Затем, переехав в Бостон и вновь получив помощь русской эмиграции, поступил в Массачусетский технологический институт и в 1929 году успешно окончил магистратуру аэродинамического отделения.
Сразу после получения диплома Никольский был принят на работу в отдел Игоря Сикорского Sikorsky Aircraft Division of United Aircraft Corporation (современное название корпорации — United Technologies Corporation), где он проработал 13 лет — с 1929 по 1942 год, пройдя путь от инженера до заместителя главного конструктора. В 1937 году Никольский получил гражданство США.
В 1938 небольшая группа авиаконструкторов, которая в основном состояла из российских эмигрантов, приступила к созданию нового для того времени типа летательного аппарата — вертолета. Пройдя сильнейшую школу в фирме Сикорского, Никольский стал одним из крупнейший специалистов в области вертолетостроения. Закономерно, что когда в Принстонском университете был создан факультет авиационной техники, Никольский был приглашён на преподавательскую работу и стал одним из первых преподавателей первого в мире учебного отделения по подготовке специалистов-вертолетостроителей с высшим техническим образованием. Через два года он получил позицию профессора. Помимо учебной работы он проводил фундаментальные теоретические и экспериментальные исследования по аэродинамике, динамике полета и прочности вертолётов, результатом которых стало издание в 1944 году «Заметок по теории проектирования вертолетов», первого учебника в этой области. В 1951 году вышел в свет его фундаментальный труд «Вертолетный анализ».
Никольский состоял в команде советников Президента США, военного и морского министерств, НАСА и других организаций.
Никольский ушёл из жизни в возрасте 60 лет.
Жена Александра Никольского — Marion Mosher Hubbell (бракосочетание состоялось 3 февраля 1933 года). Сын Александр.

## Признание
В 1981 году в память об этом выдающемся авиаконструкторе и ученом Американское вертолетное общество учредило премию «Мемориальная лекция Никольского» за выдающиеся работы в области вертолетостроения.

## Комментарии
1. ↑  Иногда встречается отчество Михайлович.